# (1994) Shane
(1994) Shane es un asteroide que forma parte del cinturón de asteroides y fue descubierto por el equipo del Indiana Asteroid Program de la universidad de Indiana el 4 de octubre de 1961 desde el observatorio Goethe Link de Brooklyn, Estados Unidos.

## Designación y nombre
Shane fue designado al principio como 1961 TE.
Posteriormente se nombró en honor del astrónomo estadounidense Charles D. Shane (1895-1983).

## Características orbitales
Shane está situado a una distancia media de 2,679 ua del Sol, pudiendo alejarse hasta 3,236 ua y acercarse hasta 2,122 ua. Su excentricidad es 0,2079 y la inclinación orbital 10,21°. Emplea en completar una órbita alrededor del Sol 1602 días.